# Wydział Nauk Politycznych i Studiów Międzynarodowych Uniwersytetu Warszawskiego

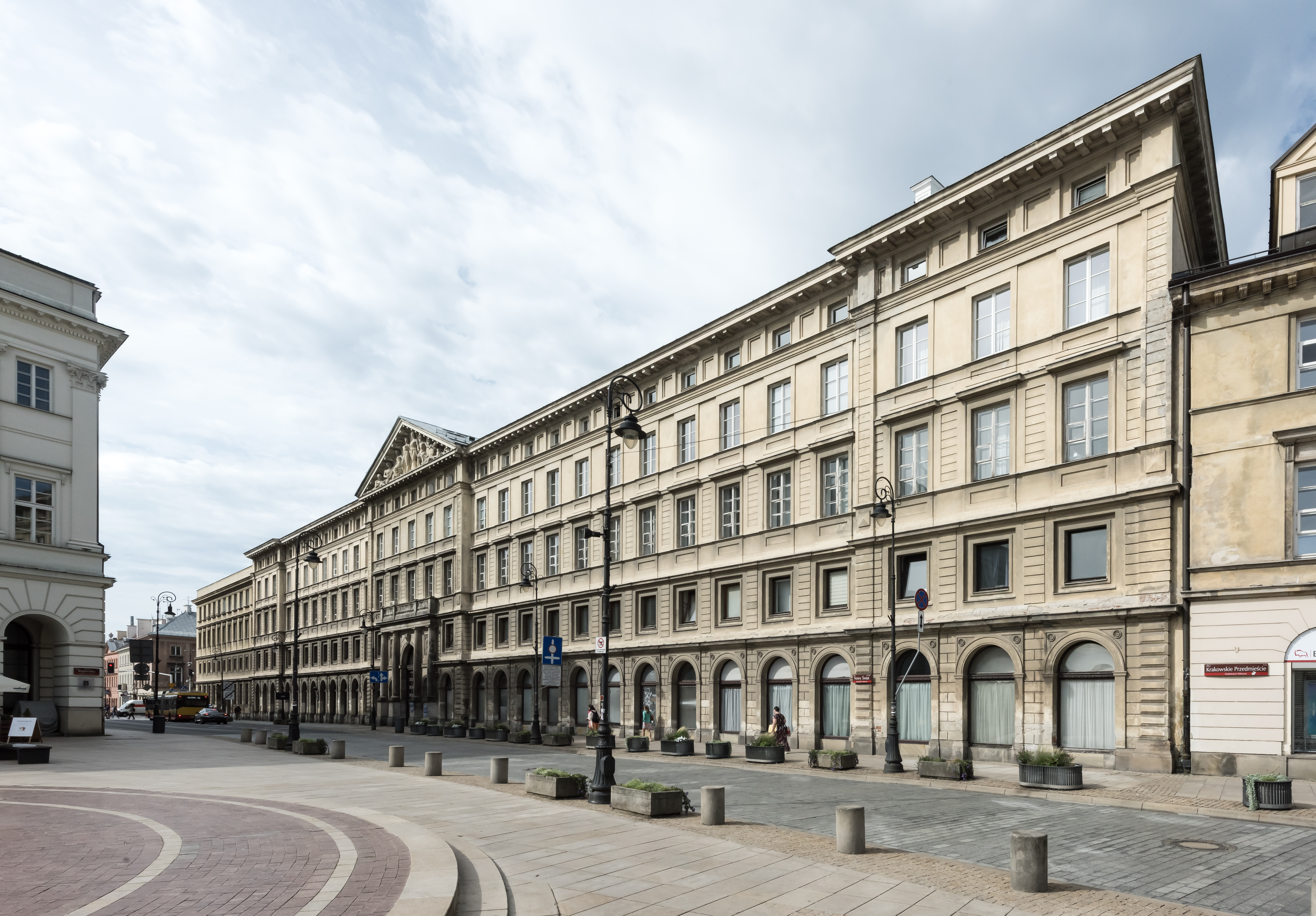
Pałac Zamoyskich, w którym mieści się część jednostek wydziału

Wydział Nauk Politycznych i Studiów Międzynarodowych Uniwersytetu Warszawskiego (WNPiSM UW) − wydział Uniwersytetu Warszawskiego. 
Środowisko akademickie wydziału tworzy ponad 180 pracowników naukowych, ok. 3500 studentów i 100 doktorantów. Od lat utrzymuje pierwsze miejsce w Polsce w swoich obszarach nauczania. Z roku na rok wrasta też ocena Wydziału w rankingach międzynarodowych.
W latach 1975–2016 działał jako Wydział Dziennikarstwa i Nauk Politycznych UW.

## Oferta programowa
WNPiSM UW prowadzi następujące kierunki studiów w różnych trybach:
- politologia
- stosunki międzynarodowe
- polityka społeczna
- europeistyka
- bezpieczeństwo wewnętrzne
- organizowanie rynku pracy

oraz kierunki anglojęzyczne:
- Political Science
- International Relations
- European Politics and Economics[4].

## Historia
Historia Uniwersytetu Warszawskiego sięga 1816 r. Sto lat później, w 1917 r., w ramach Uniwersytetu utworzono pierwszą Szkołę Nauk Politycznych. Początków funkcjonowania obecnego Wydziału można szukać w Instytucie Nauk Politycznych, który został utworzony w 1967 roku w ramach struktury Wydziału Filozofii. W 1975 roku powstał Wydział Dziennikarstwa i Nauk Politycznych, który z czasem poszerzał obszar badawczy o stosunki międzynarodowe, politykę społeczną, europeistykę i bezpieczeństwo wewnętrzne. W 2016 r. wydział opuścili naukowcy związani z dziennikarstwem, co spowodowało zmianę nazwy na obecną. Od 2019 r. WNPiSM funkcjonuje w nowej strukturze. W ramach niej powstało 15 katedr naukowych i 2 centra badawcze. Od 2017 roku przy Wydziale funkcjonuje Stowarzyszenie Absolwentów Nauk Politycznych UW.

### Byli dziekani
- doc. dr Bronisław Gołębiowski (1975–1978)
- prof. dr hab. Bartłomiej Golka (1978–1981)
- prof. dr hab. Remigiusz Bierzanek (1981–1983)
- prof. dr hab. Zygmunt Hemmerling (1983–1984)
- prof. dr hab. Józef Kądzielski (1984–1987)
- doc. dr hab. Zbigniew Kiełmiński (1987–1993)
- prof. dr hab. Tadeusz Mołdawa (1993–1999)
- prof. dr hab. Grażyna Ulicka (1999–2005)
- prof. dr hab. Tadeusz Mołdawa (2005–2008)
- prof. dr hab. Janusz Adamowski (2008–2016)
- prof. dr hab. Stanisław Sulowski (2016–2020)
- dr hab. Daniel Przastek (2020-2025)[7]

## Wydział – obecna struktura i działalność

### Zespół dziekański
- dziekan: dr hab. Katarzyna Kołodziejczyk, prof. UW[8]
- prodziekan ds. studenckich: dr Tomasz Mering[9]
- prodziekan ds. organizacyjnych: dr Tomasz Godlewski[10]

### Katedry naukowe i centra badawcze

#### Katedra Bezpieczeństwa Wewnętrznego
- kierownik: prof. dr hab. Andrzej Misiuk
- profesorowie i doktorzy habilitowani:
  - dr hab. Aleksandra Gasztold, prof. UW
  - dr hab. Grzegorz Gudzbeler, prof. UW
  - dr hab. Krzysztof Tomaszewski, prof. UW
  - dr hab. Anna Sroka, prof. UW
  - ks. dr hab. Cezary Smuniewski, prof. UW
  - dr hab. Władysław Bułhak
  - dr hab. Michał Brzeziński
  - dr hab. Jarosław Ćwiek-Karpowicz
  - dr hab. Zbigniew Siemiątkowski

#### Katedra Historii Politycznej
- kierownik: prof. dr hab. Wojciech Jakubowski
- profesorowie i doktorzy habilitowani:
  - prof. dr hab. Maria Pasztor
  - dr hab. Rafał Chwedoruk, prof. UW
  - dr hab. Agnieszka Bógdał-Brzezińska
  - dr hab. Anna Szustek
  - dr hab. Piotr Dominik Załęski
  - dr hab. Bartłomiej Zdaniuk

#### Katedra Dyplomacji i Instytucji Międzynarodowych
- kierownik: prof. dr hab. Dariusz Popławski
- profesorowie i doktorzy habilitowani:
  - prof. dr hab. Marcin Florian Gawrycki
  - dr hab. Sylwester Gardocki, prof. UW
  - dr hab. Joanna Starzyk-Sulejewska, prof. UW
  - dr hab. Dorota Heidrich
  - dr hab. Karina Marczuk
  - dr hab. Małgorzata Mizerska-Wrotkowska

#### Katedra Metodologii Badań nad Polityką
- kierownik: prof. dr hab. Barbara Szatur-Jaworska
- profesorowie i doktorzy habilitowani:
  - prof. dr hab. Włodzimierz Anioł
  - dr hab. Wojciech Gagatek, prof. UW
  - dr hab. Anna Kurowska, prof. UW
  - dr hab. Ryszard Szarfenberg, prof. UW
  - dr hab. Maria Theiss, prof. UW
  - dr hab. Anna Wojciuk, prof. UW
  - dr hab. Bartosz Pieliński
  - dr hab. Hanna Schreiber
  - dr hab. Aleksandra Zubrzycka-Czarnecka

#### Katedra Nauk o Państwie i Administracji Publicznej
- kierownik: prof. dr hab. Grzegorz Rydlewski[11]
- profesorowie:
  - prof. dr hab. Jolanta Itrich-Drabarek
  - dr hab. Kamil Mroczka
  - dr hab. Justyna Otto

#### Katedra Polityk Unii Europejskiej
- kierownik: dr hab. Marta Jas-Koziarkiewicz
- profesorowie i doktorzy habilitowani:
  - prof. dr hab. Jacek Czaputowicz
  - prof. dr hab. Tomasz Grosse
  - prof. dr hab. Ewa Stasiak-Jazukiewicz
  - prof. dr hab. Krzysztof Szewior
  - dr hab. Marta Witkowska, prof. UW
  - dr hab. Renata Mieńkowska-Norkiene
  - dr hab. Iryna Pavlenko

#### Katedra Polityki Społecznej
- kierownik: dr hab. Łukasz Łotocki
- profesorowie i doktorzy habilitowani:
  - prof. dr hab. Grażyna Firlit-Fesnak
  - dr hab. Cezary Żołędowski, prof. UW
  - dr hab. Emilia Jaroszewska

#### Katedra Prawa i Instytucji Unii Europejskiej
- kierownik: dr hab. Piotr Tosiek
- doktorzy habilitowani:
  - prof. dr hab. Konstanty Adam Wojtaszczyk
  - dr hab. Jarosław Filip Czub
  - dr hab. Tomasz Kownacki
  - dr hab. Piotr Wawrzyk
  - dr hab. Vadym Zheltovskyy

#### Katedra Socjologii Polityki i Marketingu Politycznego
- kierownik: prof. dr hab. Jan Ryszard Garlicki
- profesorowie i doktorzy habilitowani:
  - dr hab. Wojciech Łukowski, prof. UW
  - dr hab. Natalia Garner, prof. UW
  - dr hab. Olgierd Annusewicz
  - dr hab. Bartłomiej Biskup
  - dr hab. Sebastian Kozłowski
  - dr hab. Ewa Marciniak
  - dr hab. Daniel Mider
  - dr hab. Jerzy Szczupaczyński

#### Katedra Studiów Strategicznych i Bezpieczeństwa Międzynarodowego
- kierownik: prof. dr hab. Roman Kuźniar
- profesorowie i doktorzy habilitowani:
  - prof. dr hab. Andrzej Szeptycki
  - dr hab. Agnieszka Bieńczyk-Missala, prof. UW
  - dr hab. Patrycja Grzebyk, prof. UW
  - dr hab. Robert Kupiecki, prof. UW
  - dr hab. Marek Madej, prof. UW
  - dr hab. Kamila Pronińska, prof. UW

#### Katedra Studiów Regionalnych i Globalnych
- kierownik: dr hab. Wiesław Lizak
- profesorowie i doktorzy habilotowani:
  - prof. dr Jagannath Panda
  - dr hab. Katarzyna Kołodziejczyk, prof. UW
  - dr hab. Rafał Ulatowski, prof. UW
  - dr hab. Jerzy Ciechański
  - dr hab. Jakub Zajączkowski
  - dr Saroj Kumar Aryal

#### Katedra Studiów Wschodnich
- kierownik: prof. dr hab. Andrzej Wierzbicki
- profesorowie i doktorzy habilitowani:
  - prof. dr hab. Stanisław Bieleń
  - prof. dr hab. Tadeusz Bodio
  - prof. dr hab. Justyna Zając
  - dr hab. Alicja Curanović, prof. UW
  - dr hab. Marko Babić
  - dr hab. Maciej Raś

#### Katedra Systemów Politycznych
- kierownik: prof. dr hab. Jacek Wojnicki
- profesorowie i doktorzy habilitowani:
  - dr hab. Tomasz Słomka, prof. UW
  - dr hab. Adam Szymański, prof. UW
  - dr hab. Łukasz Zamęcki, prof. UW
  - dr hab. Izolda Bokszczanin-Gołaś
  - dr hab. Justyna Miecznikowska-Jerzak
  - dr hab. Jarosław Szczepański
  - dr hab. Jacek Zaleśny

Katedra Technologii Informacyjnych
- kierownik: prof. dr hab. Stanisław Sulowski
- profesorowie i doktorzy habilitowani:
  - dr hab. inż. Wiesław Cetera, prof. UW

#### Katedra Teorii Polityki i Myśli Politycznej
- kierownik: prof. dr hab. Mirosław Karwat
  - prof. dr hab. Stanisław Filipowicz
  - prof. dr hab. Tomasz Żyro
  - dr hab. Agnieszka Rothert, prof. UW
  - dr hab. Filip Ilkowski
  - dr hab. Wojciech Lewandowski
  - dr hab. Łukasz Młyńczyk
  - dr hab. Leszek Nowak
  - dr hab. Filip Pierzchalski
  - dr hab. Jacek Ziółkowski

#### Katedra Ustroju Pracy i Rynku Pracy
- kierownik: prof. dr hab. Jacek Męcina
- profesorowie i doktorzy habilitowani:
  - dr hab. Maciej Duszczyk, prof. UW
  - dr hab. Ewa Flaszyńska
  - dr hab. Paweł Hut
  - dr hab. Tomasz Niedziński
  - dr hab. Grażyna Spytek-Bandurska

#### Centrum Badań nad Współczesnym Izraelem i Diasporą Żydowską
- kierownik: dr hab. Elżbieta Kossewska

Współzałożycielem Centrum i jego kierownikiem w latach 2008–2020 był prof. Szewach Weiss.

#### Ośrodek Badań Handlu Ludźmi
- kierownik: prof. dr hab. Zbigniew Lasocik

### Czasopisma wydawane na Wydziale
- Przegląd Europejski
- Problemy Polityki Społecznej
- Rocznik Strategiczny
- Stosunki Międzynarodowe – International Relations
- Studia Wschodnioeuropejskie

### Współpraca z podmiotami krajowymi
Wydział współpracuje m.in. z: Kancelarią Prezydenta RP, Kancelarią Prezesa Rady Ministrów, ZUS, Ministerstwem Spraw Wewnętrznych, Ministerstwem Spraw Zagranicznych innymi ministerstwami oraz uczelniami wyższymi: Państwową Akademią Nauk, Akademią Pożarniczą, Akademią Policji w Szczytnie, Strażą Graniczną. Współtworzy Olimpiadę wiedzy o Polsce i świecie współczesnym oraz Olimpiadę wiedzy o bezpieczeństwie i obronności.

### Współpraca z podmiotami zagranicznymi
Wydział współpracuje z: Komisją Europejską, Parlamentem Europejskim, Europejskim Komitetem Ekonomiczno–Społecznym, Przedstawicielstwem Komisji Europejskiej w Polsce, Międzynarodową Organizacją Pracy (MOP), Organizacją Współpracy Gospodarczej i Rozwoju (OECD).
Wydział współpracuje z 212 uczelniami w ramach europejskiego programu Erasmus +. Dodatkowo podpisał umowy bilateralne z wieloma renomowanymi uczelniami na świecie m.in.:
- Fudan University
- Waseda University
- Tecnologico de Monterrey(inne języki)
- University of Haifa
- Peking University
- Centro de Investigación y Docencias Económicas, A.C.(inne języki),
- Victoria University of Wellington
- The Northeastern Illinois University (NEIU), Chicago(inne języki)[13].

### Budynki
W 2017 r. Wydział przeniósł się do zabytkowego odrestaurowanego Gmachu Audytoryjnego na kampusie centralnym Uniwersytetu Warszawskiego. W odnowionym budynku znajdują się biura wydziałowej administracji, a także sale dydaktyczne. Największa z nich – Aula prof. Jana Baszkiewicza – mieści 152 miejsca i jest jedną z najnowocześniejszych tego typu przestrzeni na Uniwersytecie Warszawskim. Dodatkowo w budynku znajduje się m.in. pracownia badań fokusowych wyposażona w lustro weneckie.
Oprócz Gmachu Audytoryjnego przestrzenie Wydziału znajdują się również w pałacu Zamoyskich przy ul. Nowy Świat 67 i 69 (b. Instytut Nauk Politycznych oraz b. Instytut Polityki Społecznej), w budynku przy ul. Krakowskie Przedmieście 3 (b. Instytut Europeistyki) oraz przy ul. Żurawiej 4 (b. Instytut Stosunków Międzynarodowych). W budynku przy ul. Nowy Świat 69 mieści się również Biblioteka Wydziału.
Zajęcia dydaktyczne dla studentów i doktorantów Wydziału odbywają się ponadto w budynku dawnej Biblioteki Uniwersytetu Warszawskiego (tzw. starym BUW-ie).

## Rankingi i wyróżnienia
Nieprzerwanie od 2013 roku Wydział zajmuje pierwsze miejsce w rankingu szkół wyższych Perspektywy w kategoriach politologia oraz stosunki międzynarodowe. W QS World University Ranking 2020 Uniwersytet Warszawski zajął miejsce 151-200 w kategorii Politics and International Relations. W Rankingu Szanghajskim 2020 w tej samej kategorii zajął miejsce 301-400.

## Absolwenci
- Piotr Bałtroczyk – dziennikarz i konferansjer
- Andrzej Barcikowski – były szef ABW, dyrektor Departament Bezpieczeństwa w NBP
- Zbigniew Bujak – polityk, działacz solidarności
- Beata Chmielowska-Olech – dziennikarka, prezenterka Teleexpresu
- Konrad Ciesiołkiewicz – były rzecznik rządu Marcinkiewicza, wysoki rangą manager w Orange
- Krzysztof Czabański – były prezes Polskiego Radia, poseł na Sejm RP, szef Rady Mediów Narodowych
- Włodzimierz Czarzasty – poseł na Sejm RP polityk
- Jerzy Domański – kiedyś prezes PZPN, teraz prezes Stowarzyszenia Dziennikarzy RP
- Jan Dziedziczak – poseł na Sejm RP
- Tomasz Kalita – były rzecznik prasowy SLD
- Robert Kwiatkowski – polityk lewicy, były prezes TVP
- Marek Opioła – poseł na Sejm RP
- Igor Ostachowicz – doradca wizerunku
- Marcin Palade – były wiceprezes Polskiego Radia, badacz społeczny
- Longin Pastusiak – były polityk SLD i Marszałek Senatu
- Andrzej Rozenek – poseł na Sejm były rzecznik partii Twój Ruch
- Beata Sadowska – dziennikarka, prezenterka
- Robert Stockinger – dziennikarz, prezenter telewizyjny, konferansjer
- Cezary Stypułkowski – prezes mBanku
- Michał Szczerba – poseł na Sejm RP
- Cezary Tomczyk – poseł na Sejm RP
- Rafał Trzaskowski – poseł na Sejm RP, prezydent m.st. Warszawy
- Łukasz Warzecha – publicysta
- Paweł Wypych – urzędnik Kancelarii Prezydenta RP
- Marcelina Zawisza – posłanka na Sejm RP
- Elżbieta Zielińska – posłanka na Sejm RP